# Diesdorfer Gesundbrunnen
Der Diesdorfer Gesundbrunnen war eine Quelle im heute zu Magdeburg gehörenden Dorf Diesdorf, der eine heilkräftige Wirkung nachgesagt wurde.

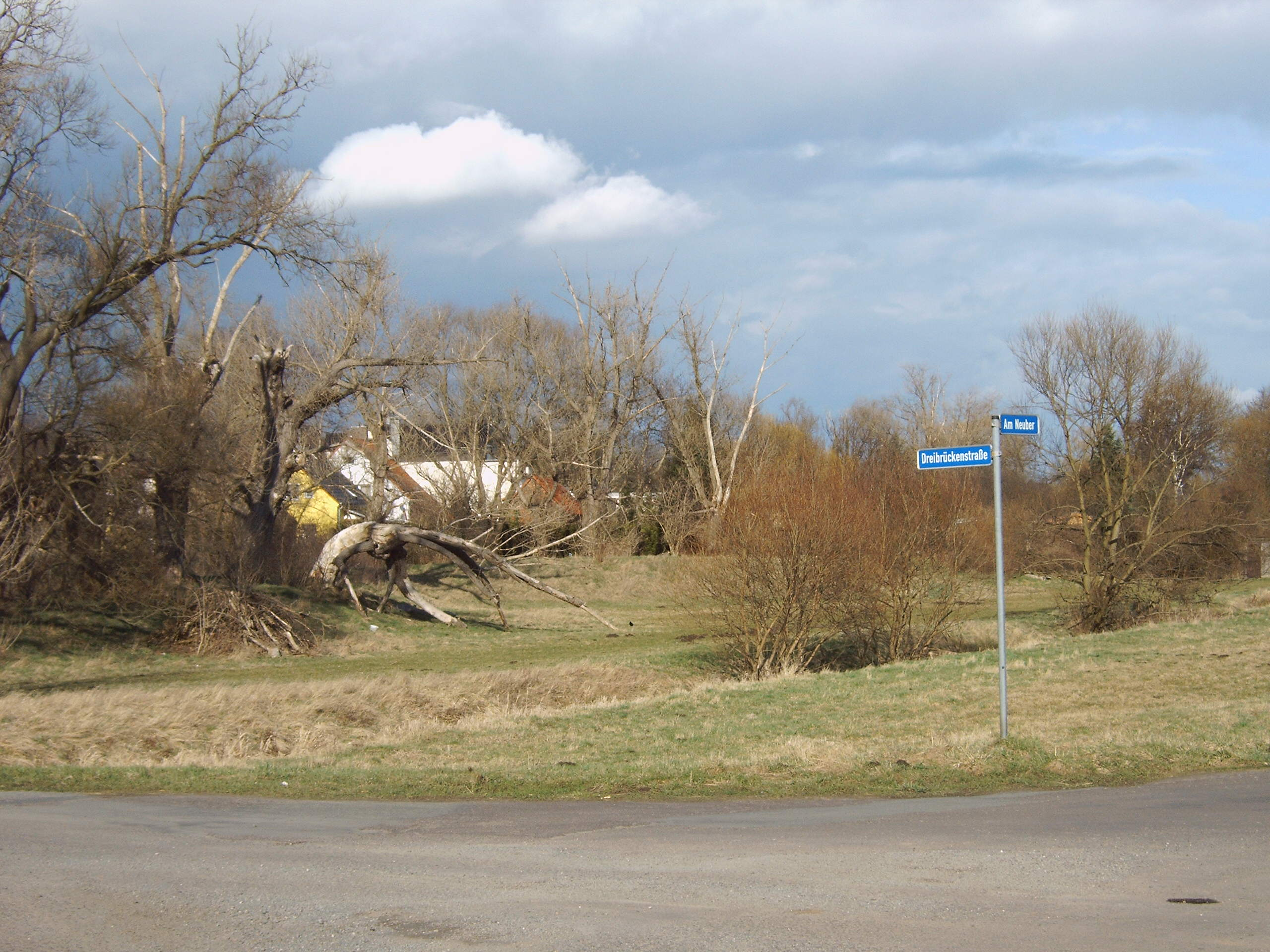
Eine Wiese an der Dreibrückenstraße

## Entdeckung
Entdeckt wurde die Quelle in der Pfingstzeit des Jahres 1726 durch einen Schäfer. Obwohl das Wetter seit längerem trocken gewesen sein soll, fand der Schäfer in einer Sandkuhle am Rand einer Wiese in der Nähe der Dreibrückenstraße eine kleine Wasserpfütze. Bei näherer Betrachtung fand sich eine kleine nur wenig ergiebige Quelle. Über 24 Stunden sollen nur knapp „zwei lange Vaß voll“ geflossen sein.
Das überraschende Auftreten der Quelle, gerade in einer Trockenzeit, nährte die Phantasie der Menschen. Der Schäfer soll im Dorfkrug geheimnisvolle Andeutungen gemacht haben. Letztendlich entstand das Gerücht, in Diesdorf habe man einen Gesundbrunnen gefunden. Begünstigt wurde diese Ansicht durch eine damalige Modeerscheinung, wonach viele Orte begannen, ihre dörfliche Quelle als Gesundbrunnen zu vermarkten.

## Untersuchungen
Im Laufe der Zeit erschienen immer mehr Neugierige und auch heilungsuchende Kranke an der Quelle. Der Diesdorfer Pfarrer Barachias Fabricius nahm sich der Angelegenheit an. Er war von der Heilkraft des Wassers überzeugt und erstattete dementsprechend Bericht. Auch die Behörden leiteten Untersuchungen ein. Das Königlich Preußische Medizinalkollegium zu Magdeburg holte einen Bericht des Sachverständigen Gottlob Friedlieb Meyer ein. In diesem Bericht war auch eine chemische Analyse des Quellwassers enthalten, deren Befund jedoch keinen Unterschied zum Elbwasser feststellen konnte. Die preußischen Behörden beauftragten den Landphysikus des Holzkreises, Herrn Dr. Mencelius, mit weiteren Untersuchungen. 
Mencelius berichtete von zwei kleinen Quellen, aus denen das Wasser sinterte. An der Quelle befanden sich Kranke, die den Brunnen jeweils in kurzer Zeit leerschöpften. Es dauerte dann zwei bis drei Stunden, bis wieder ausreichend Wasser nachgeflossen war. Die Anwesenden berichteten Mencelius, dass durch das Wasser die Nerven in den affizierten Gliedern weich und schmeidiger werden. Taube sollen wieder hören, Blinde einen Lichtschimmer sehen können. Mencelius vereinbart mit dem Dorfpfarrer, dass zukünftig nur noch die Personen zur Quelle vorgelassen werden, die sich zuvor beim Pfarrer namentlich melden. Der Pfarrer soll dann die bisherige Krankheitsgeschichte und bei der Abreise auch die angegebenen Wirkungen des Wassers notieren. Wöchentlich soll eine Meldung des Pfarrers an Mencelius erfolgen, der seinerseits das Medizinalkollegium unterrichten will. 
Tatsächlich ist eine solche Liste überliefert, die 79 Personen (nach anderer Quelle 65 Personen) aufführt. Die Patienten kommen zu einem erheblichen Teil aus der Umgebung und vor allem aus Magdeburg. Es sind aber auch Menschen aus der Altmark, Anhalt, Braunschweig, Hessen und Sachsen aufgeführt. Die Krankheitsbilder sind vielfältig. Als Ergebnis der Kur wird angegeben vom Leiden geheilt zu sein oder eine deutliche Verbesserung zu spüren.

### Krankenberichte
Beispiele, zitiert aus dem Heimatbuch von Diesdorf:
- - Elisabeth Borns aus Colbitz hat Unterleibsleiden mit Tobsuchtsanfällen und muß deshalb von 2 Männern bewachet werden, trinkt den Brunnen, wird ganz verständig, depreziert ihre Fehler und kommt in einen beständigen Schlaf...
  - Hanns Stiers Kothsassen Ehefrau aus Glindenberg, 50 Jahre alt, leidet an Epilepsie seid<-- sic? --> 13 Jahren ... nunmehr völlig restiturieret.
  - Hennig Jagtau, Kothsasse in Groppendorf, reißende Gicht, hat zu Bette liegen müssen, befindet sich völlig restiturieret.
  - Maria Magdal. Domprobstin, 12 Jahre alt, aus dem Krankenhause zu Magdeburg, ist lahm aus der Stadt getragen ... kann ohne Krücken gehen und stehen.
  - Hans Schmidts Kind aus Niegripp, 11 Jahre alt, hat mit einem Ohr nicht hören können, braucht den Brunnen 5 Tage und reiset gesund nach Hause.
  - Christian Rusche, Kothsaß alhier, hat über 3 Jahre keine Speise vertragen, auch kein stark Getränk, kommt und sagt, durch den Gebrauch des Brunnens finde er sich nun wieder restiturieret.

### Gegenbericht
In einem Gegenbericht wandte sich jedoch der, wieder mit der Angelegenheit befasste, Sachverständige Gottlob Friedlieb Meyer deutlich gegen die Darstellungen des Diesdorfer Pfarrers. Meyer legte eine Reihe von Fällen dar, in denen keine Besserung, sondern Verschlechterungen aufgetreten waren. Er wies auch nach, dass die Berichte des Pfarrers, der in medizinischen Dingen Laie war, teilweise unklar oder unwahrscheinlich waren. Meyer wagte die Prognose, dass der Brunnen bald an Bedeutung verlieren würde. Sobald sich herumspräche, dass die vermeintlichen Heilungen nicht dauerhaft waren und die Falschberichte verschwinden würden, würde auch der Brunnen wieder in Vergessenheit geraten.

## Nutzung
Es erfolgte bald eine professionellere Nutzung der Quelle. Über dem Brunnen wurde eine Baracke errichtet. Geheilte Lahme nagelten an diese Baracke ihre nicht mehr benötigten Krücken. Es gab dann Ansätze zu einem allerdings auf die wärmere Jahreszeit beschränkten Kurbetrieb. Viele Kranke bleiben über längere Zeiträume, zum Teil 8 bis 10 Wochen. Für die Kranken wurden um den Brunnen Zelte aufgebaut. Andere wohnten im Pfarrhaus.
Neben der Trinkkur fand das Wasser auch zur Befeuchtung von Erde Verwendung, mit der dann Umschläge gemacht wurden. Zum Teil wurde das Wasser von den Kranken auch mit nach Hause genommen.
Der Brunnen entwickelte sich zum Anziehungspunkt für ein geschäftiges Treiben. Es erschienen auch Bettler, die von den dankbaren Geheilten Almosen erbaten. Auch beim Dorfpfarrer wurden wiederholt Geheilte mit Dankopfern vorstellig. Die Atmosphäre an der Quelle war von ständigen Gerüchten um Wunderheilungen geprägt. Gerade auch die Bettler trugen diese Geschichten gerne weiter.
Allerdings kam es auch zu negativeren Vorfällen. So wurde von einem an Krämpfen (Jammer) leidenden Bauernsohn berichtet, der vor Ort, nach anfänglicher Besserung, wieder starke Krämpfe erlitt und schreiend und wie wahnsinnig durch die angrenzenden Felder tobte.
Die Nutzung der Quelle zu Heilzwecken soll über mehrere Jahre angedauert haben.

## Ende des Gesundbrunnens
Meyer behielt mit seiner Prognose recht. Im Jahr 1734 notiert Pfarrer Fabricius: 6 Thaler von dem verfallenen und verkauften Gesundbrunnen-Hause habe ich zur Kasse der Bücher-Constitution geleget. Die kurze Geschichte des Diesdorfer Gesundbrunnens hatte damit ihren Abschluss gefunden.

## Heutige Situation
Die genaue Lage der jetzt nicht mehr auffindbaren Quelle ist unklar. Noch heute befinden sich jedoch im südlichen Teil der Dreibrückenstraße (Geographische Lage der Straße: 52° 7′ 46,9″ N, 11° 33′ 49,3″ O) Wiesen und landwirtschaftliche Nutzflächen.